# 巨人連隊

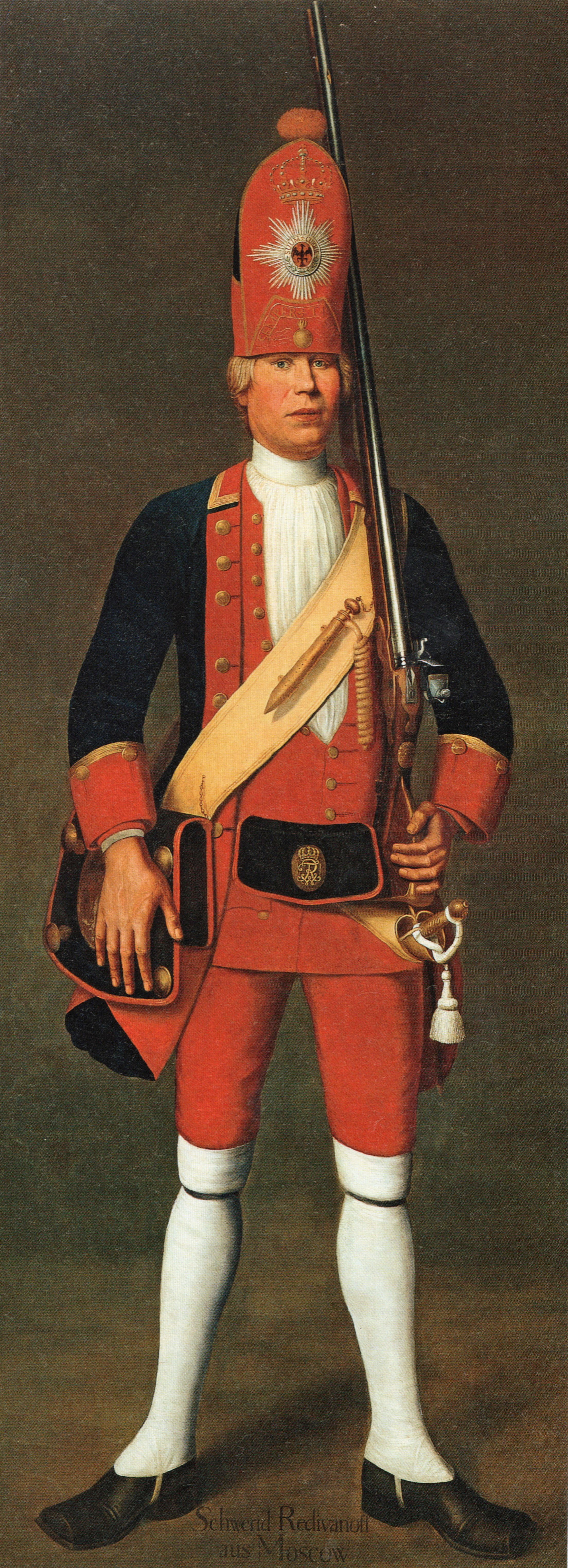
ドイツ歴史博物館に所蔵されている巨人連隊兵士の肖像

巨人連隊（きょじんれんたい）とは、「兵隊王」フリードリヒ・ヴィルヘルム1世によって編成されたプロイセンの歩兵連隊。正式な名称はプロイセン第6歩兵連隊（Altpreußisches Infanterieregiment No. 6）である。
フリードリヒ・ヴィルヘルム1世時代の近衛連隊であり、ポツダム巨人軍（Potsdamer Riesengarde）とも呼ばれる。プロイセンの軍事優先主義を象徴するものとして当時から有名だった。

## 徴兵と編成
後に「王冠をかぶった伍長」とまで呼ばれたフリードリヒ・ヴィルヘルム1世は軍隊と兵士を愛し、即位する前から自身の宮廷の範囲内で背の高い男を見つけて小規模な部隊を編成していた。即位すると、王は一連の軍事改革と平行して、この部隊を国家ぐるみで大きくすることを目指した。王は長身の男こそ理想的な兵士になると信じていたので、ひたすら背の高さだけを追い求めて兵を集めた。まず各連隊に対し、部隊で最も背の高い兵士を定期的に供給するように命じるとともに、国内で徴兵官による背の高い男探しが行われた。もしとても背の高い男を兵士として自ら差し出せば、彼の両親やその土地の領主には褒美を与えた。
王の兵士集めはしだいにエスカレートし、徴兵官はプロイセンを出てヨーロッパ全域を巡って背の高い男を捜した。極めて珍しいほどの背の高い男を見つけた場合、徴兵官は通常の何倍もの契約金や給与を約束した。記録によれば、身長216cmのスコットランド人の男には、諸経費込みで8,000ターラーを支出したという。もしそういう好条件でも首を縦に振らなければ、誘拐して無理やり国に連れて帰った。すでにその国の軍隊に入っている場合でも誘拐は行われた。他国領に押し入ってまで兵士を集めることは当然外交紛争となったが、王はまったく反省せず、むしろ強制的な手段を躊躇する徴兵官を叱った。王の奇癖は国際的に有名になり、各国の大使は外交儀礼の贈り物として、芸術品や宝石の代わりに長身の兵士を連れてきた。王はこれを喜び、兵士を差し出さない国の大使にはあからさまに不満を示した。

## 兵隊王の誇示
この連隊、ポツダム近衛擲弾兵連隊は通常より1つ多い3つの大隊で編成され、かつ、兵士たちは全員が擲弾兵とされた。連隊の兵士たちは他の兵士よりずっと良い待遇を与えられ、特に背が高く王に気に入られた兵士には土地付きの家が贈られたり、結婚の世話まで受けることもあった。王はそういう気に入った兵士の肖像画を描かせたり、像を彫らせたりして宮廷に飾った。連隊はポツダムで閲兵行進や訓練検閲を行い、その様子をプロイセンに駐在する各国の外交官に見せた。一糸乱れぬその動きは彼らを唸らせたが、その感想は様々だった。プロイセン軍はとても強力だと感心する者もいたが、王の奇癖、道楽にすぎないと軽視する者もいた。たしかにこの連隊に限って言えば、これは王の道楽だった。
膨大な費用を費やして編成され維持されるこの連隊は、しかしその戦闘能力に疑問が持たれていた。費用対効果が見合わないばかりでなく、兵士たちを選抜する基準がもっぱら身長によったので、中には兵士としてふさわしくない（たとえば知的障害など）者も少なからず含まれていた。それでなくても誘拐されて無理やり兵士にされた者たちは、隙あらば逃げようとし、さもなくば王を殺してしまおうとすらした。あるとき閲兵において王は突然兵士の一人から発砲を受け、危ういところで弾は横にいた下士官に当った。そんなことがあっても、王はこの連隊を廃止しようとは思わなかった。

## 解隊
息子のフリードリヒ2世が即位すると、新王はこの不経済な連隊を解隊とした。巨人連隊は残留を望む者だけを1個大隊に集めて、父王を記念する第6近衛擲弾兵大隊とし、背の高い男をやたらと集めるようなことはしなかった。近衛部隊の役目は、フリードリヒ2世が王太子時代から連隊長を務めていた第15連隊に移った。外交官の間では当初、これは以前からの予測どおり、文学や哲学に傾倒する新王が軍備を縮小して文化面に注力する証拠と見た。しかしフリードリヒ2世は、この連隊にかかっていた費用でさらに軍事力を増強した。巨人連隊改め「巨人大隊」は、その後のフリードリヒ2世の戦争に従軍して、やはり他の部隊と同様の水準で、優秀であることを示した。
ナポレオン戦争中の1806年、プロイセン軍がイエナ・アウエルシュタットの戦いに敗れた際、巨人大隊はフランス軍に降伏して最終的に解散となった。同年、巨人大隊（旧第6連隊）および第15連隊の残存将兵によって、プロイセン第1近衛歩兵連隊が新たに編成された。